# True Colors (Amphibia)
"True Colors" là tập thứ 20 và là tập cuối cùng của mùa thứ hai của bộ phim hoạt hình truyền hình Mỹ Amphibia và là tập thứ 40 của cả bộ. Tập phim được viết kịch bản bởi Michele Cavin và Jenava Mie và do Kyler Spears và Jenn Strickland đạo diễn. Tập phim được công chiếu trên Disney Channel vào ngày 22 tháng 5 năm 2021 và đã thu hút 0,33 triệu người xem khi công chiếu.
Tập phim xoay quanh Anne và những người bạn của cô đến Newtopia trong hành trình trở về nhà, dẫn đến một loạt khám phá bất ngờ và sự phản bội khi họ phát hiện ra rằng một kẻ đã lên kế hoạch khác cho cô và bạn bè của cô.
Tập phim đã nhận được sự hoan nghênh nhiệt liệt nhờ hoạt hình mượt mà, lồng tiếng, phát triển nhân vật, chủ đề về trưởng thành, chiều sâu cảm xúc, phân cảnh hành động, kỹ thuật quay phim, âm nhạc, thang âm, biên kịch và việc sử dụng cái kết bỏ lửng. Nhiều người hâm mộ và nhà phê bình đã gọi đây là một trong những tập hay nhất của loạt phim.

## Nội dung
Tập phim bắt đầu bằng cảnh hồi tưởng về việc Marcy đang học ở thư viện thì nhận được tin nhắn từ Sasha về sinh nhật của Anne. Ngay khi cô chuẩn bị rời đi, một cuốn sách bí ẩn rơi khỏi xe đẩy của thủ thư bên cạnh cô. Lật qua cuốn sách, cô tìm thấy phần mô tả về Hộp Tai họa (Calamity Box) và chụp một bức ảnh cho vui. Sau đó, cô nhận được một tin nhắn khác từ bố mẹ yêu cầu cô về nhà để nói chuyện. Mặc dù cuộc trò chuyện không được chiếu, Marcy tỏ ra khó chịu khi cô chạy ra khỏi nhà trong nước mắt. Khi ngừng chạy để lấy lại hơi, cô đến trước một cửa hàng tiết kiệm và nhìn thấy Hộp Tai họa qua cửa sổ. Sau đó, cô nhận được một tin nhắn khác từ Sasha hỏi cô đang ở đâu và Marcy trả lời rằng cô đã tìm thấy món quà sinh nhật hoàn hảo cho Anne.
Vài tháng sau, ở thời điểm hiện tại, Anne, Sasha, Marcy, Sprig, Polly, Hop Pop, Grime và Frobo đều đến Newtopia nhờ Joe Sparrow để trao chiếc Hộp Tai họa cho Vua Andrias. Trên đường đến lâu đài, Sprig tỏ vẻ buồn bã vì cuộc phiêu lưu của cậu và Anne đã kết thúc, nhưng Anne nhắc cậu rằng miễn là họ còn chiếc hộp nhạc, họ có thể đến thăm nhau bất cứ lúc nào. Trong khi đó, Polly bắt đầu cảm thấy ngứa ngáy ở mông. Khi đến lâu đài, Anne chuẩn bị đưa Hộp tai họa cho Andrias, nhưng nó đã bị Grime và Sasha cướp lấy, những người bắt đầu kế hoạch nổi dậy cóc ở Newtopia. Họ khiến Andrias phải đầu hàng bằng cách đe dọa sẽ đánh rơi chiếc hộp. Anne bày tỏ sự tức giận với Sasha vì đã phản bội họ và tuyên bố rằng cô sẽ không còn làm bạn với cô ấy nữa. Trong cơn tức giận, Sasha cố gắng sử dụng chiếc hộp để đưa Anne và Marcy về nhà, nhưng nó không có tác dụng, nên cô đã giam giữ tất cả họ cho đến khi tìm ra cách sử dụng nó. Anne, Marcy, Sprig, Polly, Hop Pop, Frobo và Lady Olivia sau đó được Tướng Yunan giải cứu và họ trú ẩn trong một nhà hàng cũ. Anne sau đó tập hợp mọi người để chống lại cuộc nổi dậy của lũ cóc và đưa ra một kế hoạch; Marcy, Hop Pop và Lady Olivia sẽ cứu Vua Andrias trong khi Polly, Frobo và Tướng Yunan chiến đấu với lũ cóc. Trong khi đó, Anne và Sprig sẽ đóng cổng trước khi đội quân cóc đến.
Trong khi đó, ở phòng ngai vàng, Sasha cảm thấy tội lỗi vì đã phản bội Anne và tự hỏi liệu cô có phải là một người xấu hay không. Grime cố gắng động viên cô ấy bằng cách đưa cho cô ấy một thanh kiếm diệc khác và giúp cô ấy gỡ tấm thảm có hình Andrias nhân từ, chỉ để tìm thấy một bức tranh trên tường về Andrias trông nham hiểm đang sử dụng Hộp Tai họa để gây ra sự hỗn loạn và hủy diệt. Họ nhận ra rằng Andrias không giống như vẻ ngoài của hắn, và sau khi nhìn thấy Anne và Sprig đang cố gắng đóng cổng, họ lao ra ngăn cản. Trong khi Sprig đối phó với Grime, Sasha cố gắng cảnh báo Anne về Andrias, nhưng Anne, vẫn giận Sasha, từ chối lắng nghe và cả hai bắt đầu đánh nhau. Cuối cùng, Anne và Sprig đánh bại Sasha và Grime và đóng được cánh cổng. Andrias sau đó xuất hiện và ra lệnh cho người bảo vệ của mình bắt giữ những người lính cóc, chấm dứt cuộc nổi loạn.
Ở phòng ngai vàng, Anne, Sprig, Polly, Frobo và Tướng Yunan chờ đợi Andrias, cùng với Sasha và Grime đang bị bắt giữ. Sau đó Andrias đến cùng Marcy, Hop Pop và Quý bà Olivia và sẵn sàng đưa các cô gái về nhà. Bất chấp những lời cảnh báo của Sasha, Anne đưa Hộp Tai họa cho Andrias. Hắn bắt đầu kể một câu chuyện cổ. Cách đây rất lâu, Newtopia là một vương quốc huy hoàng của sự vĩ đại cho đến khi sự vĩ đại đó bị mất khi Hộp Tai họa bị đánh cắp khỏi tay hắn vì hắn tin tưởng những người mà hắn nghĩ là bạn bè của mình. Nhưng khi chiếc hộp đã trở lại, hắn cuối cùng cũng có thể đưa vương quốc của mình trở lại vinh quang, tiết lộ rằng tổ tiên của hắn không phải là những nhà thám hiểm mà là những kẻ chinh phục. Hắn đặt Hộp Tai họa lên một chiếc bệ, khiến cả lâu đài bay lên trời và kích hoạt lại đội quân robot của mình. Trước sự kinh hoàng của mọi người, hắn tiết lộ rằng hắn có kế hoạch hoàn thành công việc của tổ tiên mình bằng cách sử dụng Hộp tai họa để du hành và chinh phục các thế giới khác. Hắn phô trương sức mạnh bằng cách phá hủy một trong những tòa Tháp Cóc. Marcy cố gắng nói chuyện với Andrias, bảo rằng đây không phải là một phần trong thỏa thuận của họ, nhưng Andrias tiết lộ rằng hắn đã nói dối cô. Hắn cũng thừa nhận với Anne và Sasha rằng Marcy có đầy đủ kiến thức về chiếc Hộp Tai họa và cố tình khiến họ mắc kẹt ở Amphibia. Marcy tiết lộ rằng vào ngày họ rời đi, bố mẹ cô đã nói với cô rằng họ sẽ chuyển đi nơi khác, nhưng Marcy, vì không muốn rời xa bạn bè của mình, đã quyết định sử dụng Hộp tai họa để giữ tất cả họ lại với nhau ở Amphibia.
Bất chấp những sai lầm trong quá khứ, Anne cùng với những người bạn của cô quyết tâm ngăn chặn Andrias. Anne thả tự do Sasha và Grime, những người chiến đấu bên cạnh cô và nhà Plantar, cũng như Yunan, Olivia và Marcy; trong cuộc chiến, Frobo bị phá hủy và Polly mọc ra một đôi chân, giải thích cho việc cô bị ngứa ngáy từ trước. Polly lấy được chiếc hộp, nhưng Andrias dọa rằng hắn sẽ thả rơi Sprig nếu Polly không đặt nó lại chỗ cũ. Mặc dù Polly làm theo Andrias, hắn vẫn thả rơi Sprig. Anne, quá sốc và đau đớn trước việc mất Sprig, đã đánh thức phần năng lượng của cô ấy thông qua viên đá màu xanh lam trên chiếc Hộp Tai họa và dùng nó để tấn công Andrias và quân robot của hắn. Nhưng cô ngất đi do kiệt sức từ sức mạnh đó. Sprig, được giải cứu bởi Marcy và Joe Sparrow, chạy đến Anne và nhà Plantar. Andrias quyết định rằng hắn không thể để Anne còn sống. Trước khi hắn có ý gì, Marcy lấy chiếc Hộp Tai họa và mở một cánh cổng đến Trái đất. Anne và nhà Plantar trốn thoát cùng với phần còn lại của Frobo trong khi Sasha và Grime tiếp tục chống lại Andrias. Andrias sau đó đâm xuyên qua người Marcy dùng thanh kiếm ánh sáng, khiến cô gục xuống đất, đánh rơi chiếc Hộp Tai họa, và đóng cánh cổng.
Anne và nhà Plantar thức dậy ở trên mui một chiếc ô tô trong thành phố Los Angeles. Khi nhà Plantar hỏi họ đang ở đâu, Anne trả lời rằng họ đã về nhà.

## Sản xuất và phát hành
Tập phim ban đầu dự kiến khởi chiếu vào ngày 1 tháng 5 năm 2021, nhưng nó đã bị hủy bỏ một ngày trước khi phát sóng và được thay thế bằng một bản phát lại. Mặc dù các báo cáo ban đầu cho rằng sự chậm trễ là do thay đổi lịch trình, nhưng những thông tin về sau cho rằng tập phim đã bị nhà mạng gỡ bỏ vào phút cuối do lo ngại về tính chất bạo lực của phân cảnh cuối. Để phát sóng cảnh cuối không bị kiểm duyệt, một phần cảnh báo nội dung đã được thêm vào ở đầu tập, cũng như một cảnh hậu danh đề là cảnh mở đầu cho mùa thứ ba và là mùa cuối cùng của loạt phim, tiết lộ số phận của Marcy.
Tập phim bị vô tình rò rỉ trên iTunes một ngày sau thời điểm ra mắt ban đầu, nhưng đã bị nhanh chóng gỡ bỏ. Tuy nhiên, tập phim đã bị đăng lên một số trang web phát trực tuyến. Do đó, người tạo ra chương trình, Matt Braly, bắt đầu đăng các video về các nhân vật Amphibia và dặn dò người xem không nên xem trước tập phim. Một số nhân vật này bao gồm Grime, Maddie, Loggle, Yunan, Felicia, Hop Pop và Curator Ponds. Trên phiên bản iTunes của tập phim, một số người xem đã phát hiện ra lỗi khi nhìn thấy một con sa giông màu xanh lá cây đội mũ cùng với các nhân vật ở đoạn cao trào của tập phim. Khi lỗi được báo cáo, những người sáng tạo đã sửa nó bằng cách thay thế con sa giông bằng Quý bà Olivia khi tập phim chính thức công chiếu.

## Đón nhận
Kể từ ngày phát sóng, "True Colors" đã nhận được sự hoan nghênh nhiệt liệt từ giới phê bình. Patrick Gunn từ Collider ca ngợi tập phim vì sự phát triển nhân vật tuyệt vời và mô tả Andrias là điểm nhấn của tập phim. Gunn thậm chí còn tuyên bố rằng tập phim "chơi đùa với những mối quan hệ vừa bị phá vỡ và xé nát trong suốt bộ phim để tạo ra một tập phim ly kỳ. Mối nguy được dâng cao hơn vì chúng phù hợp với các chủ đề về tình bạn xuyên suốt bộ truyện và được xây dựng cũng như mở rộng dựa trên chúng. Chưa kể đến hoạt hình và vũ đạo chiến đấu tuyệt vời, đặc biệt là trong cuộc chiến với sức mạnh màu xanh lam." Hope Mullex từ The Geeky Waffle miêu tả rằng tập phim rất bất ngờ (Gut-punching), Mullex cũng mô tả bản thân chương trình là một "bộ phim chính kịch được viết một cách tuyệt vời" do chứa quan niệm về các nhân vật nữ thiếu sót có hành trình cá nhân của riêng họ trong thế giới Amphibia.
True Colors cũng được tham chiếu trên trang web văn hóa đại chúng TheGamer, với nhận định rằng "King's Tide", tập cuối mùa 2 của loạt phim The Owl House, có kết thúc tương tự như tập này. Cả hai chương trình thậm chí còn được mô tả giống như "họ hàng".